# فريدريش كروب
فريدريش كروب أو Germaniawerft أو شركة جرمانيا لبناء السفن هي شركة بناء سفن ألمانية، تقع في ميناء كيل، كانت تعتبر وأحد من أكبر وأهم شركات بناء القوارب الشراعية للبحرية الإمبراطورية الألمانية في الحرب العالمية الأولى وكريغسمارينه في الحرب العالمية الثانية. تأسست في عام 1867 ولكن تم إعلان إفلاسها وتم شراؤها من قبل فريدريك كروب. كانت مهمة شركة كروب بناء السفن الحربية وفي الوقت الذي سبقت الحرب العالمية الأولى، قامت ببناء عدد من البوارج البحرية للبحرية الإمبراطورية. تم بناء ما مجموعه 84 غوصة يو بوت في حوض بناء السفن خلال الحرب، وبعد الحرب عاد إلى الإنتاج الطبيعي لليخوت ووسائل النقل.